# Нове Ґарково
Нове Ґарково (пол. Nowe Garkowo) — село в Польщі, у гміні Шренськ Млавського повіту Мазовецького воєводства.
Населення — 102 особи (2011).
У 1975-1998 роках село належало до Цехановського воєводства.

## Демографія
Демографічна структура станом на 31 березня 2011 року:
|          | Загалом | Допрацездатний вік | Працездатний вік | Постпрацездатний вік |
| -------- | ------- | ------------------ | ---------------- | -------------------- |
| Чоловіки | 50      | 11                 | 34               | 5                    |
| Жінки    | 52      | 10                 | 26               | 16                   |
| Разом    | 102     | 21                 | 60               | 21                   |